# 黄潭河
黄潭河，位于中华人民共和国福建省西南部，是汀江左岸支流，发源于上杭县步云乡乡治西南，蜿蜒西南流经上杭古田镇、龙岩市新罗区大池镇西部、上杭溪口镇、太拔镇、蓝溪镇、稔田镇和龙岩市永定区洪山乡东部，最后于洪山乡下河口注入汀江。河长139千米，河道平均比降3‰，流域面积1222平方千米。